# Jewhen Szachow (ur. 1990)
Jewhen Jewhenowycz Szachow, ukr. Євген Євгенович Шахов (ur. 30 listopada 1990 w Dniepropetrowsku, Ukraińska SRR) – ukraiński piłkarz, grający na pozycji pomocnika.

## Kariera piłkarska

### Kariera klubowa
Jego ojciec również Jewhen Szachow był piłkarzem. Wychowanek Dziecinnej Szkoły Piłkarskiej „Eurobis” w Kijowie. Karierę piłkarską rozpoczął w 2005 w drużynie rezerwowej Dnipra Dniepropetrowsk, w której rozegrał 49 spotkań i strzelił 16 bramek. W Wyższej Lidze debiutował 7 kwietnia 2007 w wyjazdowym meczu przeciwko Stali Alczewsk, przegranym 1:3. Miał wtedy 16 lat 4 miesiące i 7 dni. Na początku 2010 do końca sezonu został wypożyczony do Arsenału Kijów. Latem 2012 ponownie został wypożyczony do Arsenału Kijów, tym razem tylko do grudnia 2012. 6 czerwca 2016 przeszedł do greckiego PAOK FC. 29 czerwca 2019 został zawodnikiem US Lecce.

### Kariera reprezentacyjna
Występował w reprezentacji Ukrainy U-17 oraz reprezentacji Ukrainy U-19. Potem bronił barw młodzieżówki. 5 września 2016 roku debiutował w narodowej reprezentacji Ukrainy.

## Sukcesy i odznaczenia
- mistrz Europy U-19: 2009